# Dottor Polaris
Dottor Polaris (Doctor Polaris) è il nome utilizzato da due personaggi dei fumetti DC Comics, entrambi supercriminali. Neil Emerson comparve per primo come Dottor Polaris in Lanterna Verde n. 21 (giugno 1963), e fu creato da John Broome e Gil Kane. Il secondo Dottor Polaris, John Nichol, comparve per la prima volta fuori dalle vignette in Justice League of America n. 11 (settembre 2007), prima di ricevere una introduzione completa in Blue Beetle (seconda serie) n. 31, (novembre 2008). Le origini di Nichol in questo numero furono sviluppate da Matthew Sturges e Andre Cohelo.

## Biografia del personaggio

### Neal Emerson
Neal Emerson e suo fratello John furono cresciuti da un padre pedofilo. Questo portò Neil a chiudersi in sé stesso e lo portò alla creazione della personificazione del suo lato oscuro. Emerson lasciò gli Stati Uniti per un anno e ritornò ritrovandosi zio. Suo fratello John e sua cognata Katherine adottarono un bambino di nome Grant. Emerson non fu molto vicino al nipotino negli anni, ma era affezionato lo stesso al ragazzino.
Quando era uno studente di medicina, Neal Emerson sviluppò un interesse maniacale verso il magnetismo, nonostante gli scherni da parte dei suoi compagni. Emerson si convinse che esponendosi ad un campo magnetico avrebbe ottenuto maggiore energia. Più tardi tenne una lezione universitaria sulla "Salute via Magnetismo". Dovuto al suo passato di studente di medicina e alla fiducia nel magnetismo, Emerson adottò il nome di "Dottor Polaris". Disegnò persino un costume ed una maschera da indossare per apparire in pubblico.

### Lanterna Verde
Dopo un po', Emerson pensò di aver assorbito troppa energia e decise, senza successo, di disfarsi della sovrabbondanza. Disperato, Emerson tentò di fare un pubblico appello a Lanterna Verde durante una sua apparizione ad una manifestazione di beneficenza, sperando che l'anello del potere dell'eroe avrebbe potuto aiutarlo. Sfortunatamente, avendo addosso il suo costume, Dottor Polaris prese il sopravvento su Emerson, e rubò i contenitori dei proventi. Polaris tentò di lanciare una scarica magnetica verso Lanterna Verde, ma questi riuscì, invece, a colpirlo e a renderlo incosciente. All'ospedale, Lanterna Verde sondò la mente di Polaris, e apprese della parte malvagia di Emerson. Poco dopo, Polaris si riprese e riattaccò Lanterna Verde nascondendosi con travi ed altri oggetti metallici. Lanterna Verde riuscì a portare Polaris all'esterno e lo sconfisse. Il Dottor Polaris fu arrestato e messo in mano alla polizia e durante questo tempo, ricomparve il suo "lato buono".
Il Dottor Polaris ritornò per battere Lanterna Verde e la Justice League insieme a Killer Moth, Dagon, la Maschera, e il Pifferaio, che più tardi si riveleranno essere i magici duplicati dei supercriminali creati dai demoni Abnegazar, Rath e Ghast. La League dovette battere i costumi dei criminali prima di sconfiggere i tre demoni.
Il Dottor Polaris fu più tardi rilasciato dall'incarceramento durante uno dei suoi "periodi buoni". Tentò di scoprire la fonte del potere di Lanterna Verde rapendo il suo amico, Tom Kalmaku. Polaris scoprì la Batteria del Potere era nascosta alla Ferris Aircraft e riuscì a metterle una barriera magnetica intorno, che privò Lanterna Verde della possibilità di ricaricare il suo anello. L'eroe rintracciò Kalmaku fino al nascondiglio segreto di Polaris e il suo anello rimase senza energia. Polaris girò la sua arma su Lanterna Verde, apparentemente uccidendolo, ed il corpo del gladiatore smeraldo scomparve.
Ciò che il Dottor Polaris non sapeva, era che Lanterna Verde fu portato su Oa, casa dei Guardiani dell'Universo, maestri del Corpo delle Lanterne Verdi. A causa degli effetti magnetici dell'arma di Polaris, credettero che Hal Jordan fosse morto. A complicare ulteriormente le cose, Hal Jordan fu portato nel LVIII secolo dove combatté contro una minaccia verso la Terra sotto l'identità di Pol Manning. Ritornato nel XX secolo, risconfisse Polaris. Dopo averlo portato in salvo, Jordan rivelò a Kalmaku della natura buona di Emerson che soccombette sotto l'effetto dell'arma di Polaris, salvando così il portatore dell'anello.
Un Emerson riformato viaggiò fino al Polo Nord per studiare il magnetismo terrestre. Emerson si trovava al punto dove convergono le linee della forza magnetica quando un terremoto lo fece cadere in un crepaccio. Al centro del crepaccio giaceva un luminoso blob blu. Le radiazioni che fuoriuscivano dal blob alterarono le percezioni di Emerson, permettendogli di capire la sua intenzione di disidratare l'intera Terra. Emerson riuscì inconsciamente ad influenzare Hal Jordan e a farlo diventare Lanterna Verde, ma non riuscì a portarlo al Polo Nord. In disperazione, Emerson creò un duplicato mentale del suo malvagio alter ego. Il Dottor Polaris prese vantaggio della situazione e attaccò Lanterna Verde bloccando la sua Batteria del Potere con un campo magnetico. Dopodiché volò fino all'orbita della Terra per incrementare le radiazioni solari intorno al pianeta. Come lasciò il campo magnetico terrestre, la barriera intorno alla Batteria del Potere svanì, permettendo a Lanterna Verde di rientrare in azione. Lanterna Verde progettò di utilizzare micrometeoriti per formare una maschera da mettere intorno alla testa di Polaris, bloccandogli la vista. Tornato sulla Terra, Emerson riuscì ad utilizzare la telepatia per avvisare Lanterna Verde dell'imminente minaccia aliena. Una volta che Lanterna Verde ebbe eliminato il blob, l'immagine mentale di Polaris svanì.
Anni dopo, la metà oscura di Emerson riemerse. Ritornando al suo vecchio costume, Polaris prese il nome di Baxter Timmons e si mosse in direzione della Metropolis Suicide Slum, dove rubò della tecnologia avanzata da un magazzino attraverso la città. Polaris integrò i nuovi circuiti magnetici nel suo costume, come parte del tentativo di ottenere vendetta su Lanterna Verde, ma i suoi piani furono fermati dagli sforzi del supereroe Black Lightning.

### Neron
Nel corso degli anni, le personalità di Emerson e di Polaris combatterono per la supremazia, finché Polaris non venne in contatto con il demone Nerone. Polaris vendette l'anima di Emerson in cambio di poteri più grandi e dello sbarazzarsi dell'altra, restrittiva parte della sua personalità. Polaris fu uno dei luogotenenti di Nerone prima di essere tradito da Lex Luthor e dal Joker.
Più tardi Polaris attaccò Acciaio a Washington, cercando un'arma chiamata l'Annichilatore che Acciaio aveva costruito. Durante la battaglia, la nonna di Acciaio attaccò Polaris e rimase uccisa. Polaris venne portato via dopo che il Parassita lo attaccò. Il Parassita, impaurito dall'aver assorbito non solo i poteri di Polaris ma anche la sua mente, lo lasciò andare prima di ucciderlo. Dopo di ciò, Polaris fuggì a Keystone City.
Qualche tempo dopo, Polaris si rifece vivo tentando di prendere il controllo della città, finendo a combattere contro Aquaman e i suoi alleati. Allo stesso tempo, nella città, Maxima tentò di forzare Aquaman a sposarla. Utilizzando i suoi potenti poteri mentali, Maxima obbligò Polaris a credere che la sua metà mancante fosse riemersa, costringendolo ad un quasi stato catatonico.
Sotto circostanze sconosciute, il Polaris catatonico finì tenuto in Iraq, ma fu salvato da Hatchet, Heat Wave e Sonar. Il trio aveva pianificato di portarlo all'Aurora Boreale al magnetismo del Polo Nord, per ricaricarlo, pensando che li avrebbe ringraziati e guidati. Combatterono Flash, Freccia Verde e Lanterna Verde. Quando Polaris si riprese, Flash gli diede un assaggio della sua velocità, che ebbe gli stessi effetti dell'applicazione dell'energia cinetica ad un magnete; il corpo del Dottor Polaris attrasse i residui della sommersa Aurora Boreale, contenendola (Lanterna Verde n. 96, Freccia Verde n. 130, e Flash n. 135).
Nel 2001, Polaris riemerse durante la crisi del Joker Last Laugh tentando di prendere il controllo del magnetismo stesso del Polo Sud, costringendosi ad una battaglia contro la Justice League. Alla fine di Last Laugh, la prigione metaumana di Slub si mosse verso l'Antartide, dato che ora Polaris era il Polo Sud stesso e non poteva quindi essere spostato.

### Crisi infinita
Poco dopo Crisi infinita, il Dottor Polaris comparve a Metropolis, in cerca dell'aiuto di Superman per battere un più potente e più spietato manipolatore del magnetismo che si autodefinisce Repulse. Finalmente emerse che questi non era altro che una nuova manifestazione del disordine della sua personalità. Polaris allucinò Repulse, e fece le sue azioni da solo. Finalmente, Superman fece accettare a Repulse di non essere reale.
Dopo essersi ripreso da tale crollo, Polaris venne reclutato dalla Società segreta dei supercriminali di Lex Luthor in Villains United. Il Dottor Polaris è uno dei criminali che tentarono di tendere un'imboscata ai Combattenti per la Libertà in un magazzino a sud di Metropolis all'inizio di Crisi Infinite. Quando Phantom Lady fu impalata da Deathstroke, la Bomba Umana si arrabbiò. Dopo che Polaris lo insultò, scoppiò in pezzi a causa della rabbia esplosiva della Bomba Umana.
Emerson fu identificato come uno dei deceduti sepolti sotto la Sala della Giustizia.

### John Nichol
In Justice League of America n. 11, viene menzionato John Nichol come Dottor Polaris, avendo combattuto contro i membri della Justice League Vixen e Freccia Rossa. La battaglia ebbe luogo fuori dalle scene, ma comparve in una vignetta di Justice League of America n. 17. In Justice League of America n. 21, si può vedere il nuovo Dottor Polaris tra i reclutati della nuova Società Segreta di Libra.

### Blue Beetle
In Blue Beetle (seconda serie) n. 32 (dicembre 2008), fu rivelato che un uomo d'affari e socio dell'Intergang, John Nichol, un seguace delle orme di Neal Emerson, divenne il secondo Dottor Polaris dopo la morte di Neal Emerson.
Questa versione di Dottor Polaris fu tra i criminali che tentarono un'imbiscata alla Justice Society of America guidata da Tapeworm.

## Poteri e abilità
- Entrambi i Dottor Polaris sono capaci di manipolare ed incanalare i campi magnetici. Possono manipolare il ferro e le leghe a base di ferro a piacere. Possono fare esplodere molti dei costrutti ferrei, manipolare materiali ferrosi e possono volare utilizzando i loro poteri.
- Neal Emerson fu mostrato senza poteri dopo essere stato esposto ad una grande quantità di calore. Un'altra debolezza di Emerson era la telepatia, dovuto alla sua fragile psiche.
- Il Dottor Polaris di John Nichols aveva tutti i poteri e non solo di Neal Emerson, come il potere di localizzare e creare tempeste magnetiche nel cervello delle persone, uccidendole istantaneamente. Non avendo problemi mentali, Nichols poteva utilizzare i suoi poteri in modo molto più efficace di Emerson.

## Altri media
In Justice League Unlimited, il Dottor Polaris viene visto come membro della nuova Società Segreta guidata da Gorilla Grodd; qui viene mostrato come uno dei membri più potenti della Legione. Polaris e La Chiave salvarono Lex Luthor dall'inseguimento della polizia e lo portarono da Grodd. Lui, Lex Luthor, e la Chiave fecero irruzione nella vecchia base degli Blackhawks e si batterono contro Hawkgirl, Flash, Fire e un Blachawk in pensione e riuscirono a scappare dopo aver inserito l'autodistruzione della base, che poi fallì. In quest'episodio, Fire fu in grado di ferire Dottor Polaris riscaldando l'area. Il Dottor Polaris ritornò nella puntata "The Great Brain Robbery", in cui tentò di strappare il controllo dell'organizzazione di Lex Luthor. Luthor rivelò che quando i poteri di Polaris aumentavano, poteva controllarli grazie ad un dispositivo da lui installato su questi.
- Il Dottor Polaris comparve nell'episodio Fall of the Blue Beetle! della serie animata Batman: The Brave and The Bold. Il Dottor Polaris tentò di rubare una scorta d'oro, ma fu fermato da Batman, sebbene un Blue Beetle negoziatore tentò di distrarlo. Il Dottor Polaris ebbe una controparte buona in un universo alternativo in Dep Cover For Batman!, che somigliava a Red Tornado e Magneto. Il Polaris originale comparve in una gang di criminali reclutati da Owlman in Game Over for Owlman!.